# Ouratea ptaritepuiensis
Ouratea ptaritepuiensis är en tvåhjärtbladig växtart som beskrevs av Julian Alfred Steyermark. Ouratea ptaritepuiensis ingår i släktet Ouratea och familjen Ochnaceae. Inga underarter finns listade i Catalogue of Life.